# Royal Trux (álbum de 1992)
Royal Trux (el álbum no tiene nombre) es el tercer álbum de estudio de Royal Trux lanzado el 5 de octubre de 1992 por Drag City.

## Lista de canciones
Todas las canciones fueron escritas por Neil Hagerty y Jennifer Herrema, excepto Sometimes que fue coescrita por Gene Thomasson.
Todas las canciones escritas y compuestas por Neil Hagerty and Jennifer Herrema, except "Sometimes" co-written by Gene Thomasson. 
| N.º | Título            | Duración |  |
| 1.  | «Air»             | 3:25     |  |
| 2.  | «Move»            | 3:59     |  |
| 3.  | «Hallucination»   | 3:29     |  |
| 4.  | «Junkie Nurse»    | 4:09     |  |
| 5.  | «Sometimes»       | 2:11     |  |
| 6.  | «Lightning Boxer» | 5:58     |  |
| 7.  | «Blood Flowers»   | 3:58     |  |
| 8.  | «Sun on the Run»  | 5:08     |  |